# 황둔초등학교
황둔초등학교는 대한민국 강원특별자치도 원주시에 있는 초등학교다.

## 학교 연혁
- 1935년 7월 7일 신림공립보통학교 부설 황둔간이학교로 인가
- 1939년 9월 1일 황둔공립심상소학교로 인가(2학급 4년제)
- 1949년 4월 1일 창평분교장 인가
- 1965년 8월 19일 창평국민학교 분리
- 1988년 3월 1일 오미분교장(제천 송학면) 통합
- 1991년 3월 2일 학교급식 시작
- 1996년 3월 1일 황둔초등학교로 명칭 변경
- 1998년 3월 1일 창평분교장(원주 신림면) 통합
- 2000년 3월 1일 두산분교장, 운일분교장, 운학분교장(영월 수주면) 통합
- 2013년 9월 1일 제35대 교장 고광순 부임
- 2014년 2월 12일 제73회 졸업식(졸업생 총 수 : 2,580명)
- 2014년 3월 1일 2014학년도 6학급 편성